# Nonna Auská

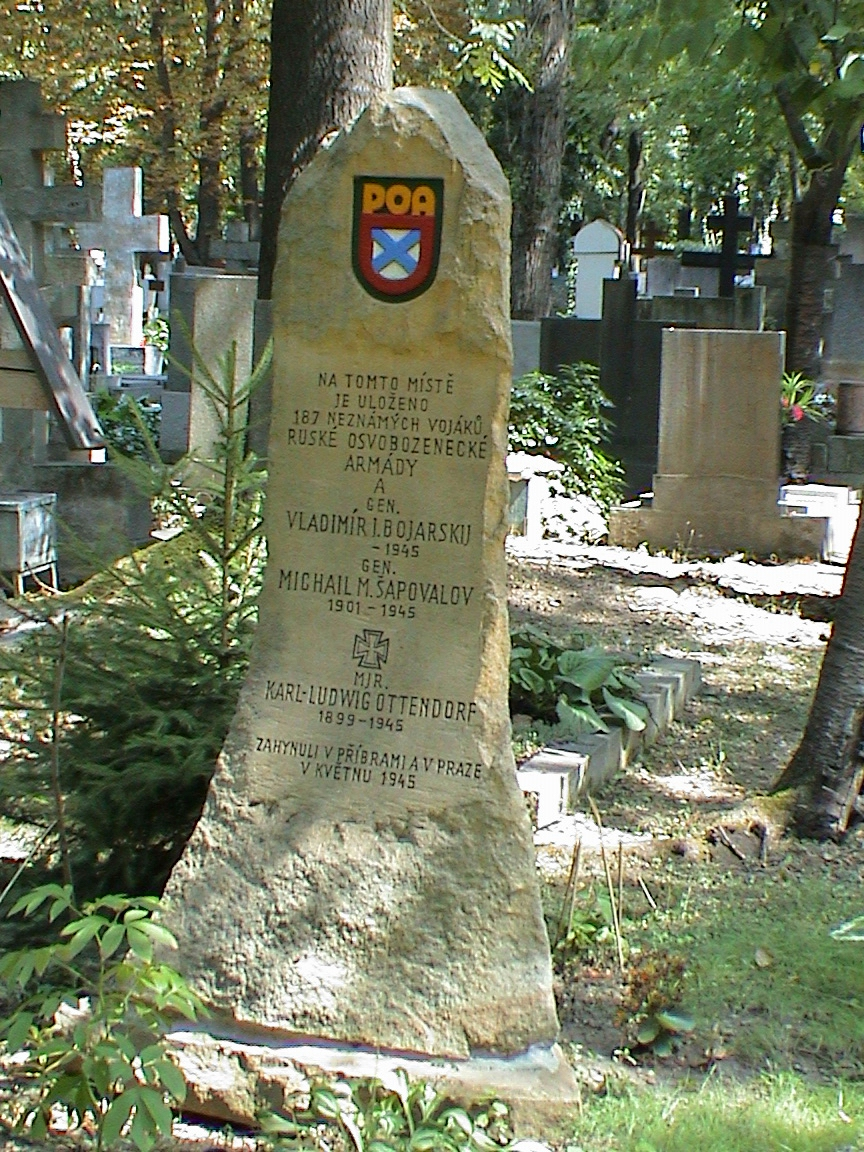
Pomník u masového hrobu příslušníků ROA na Olšanských hřbitovech v Praze

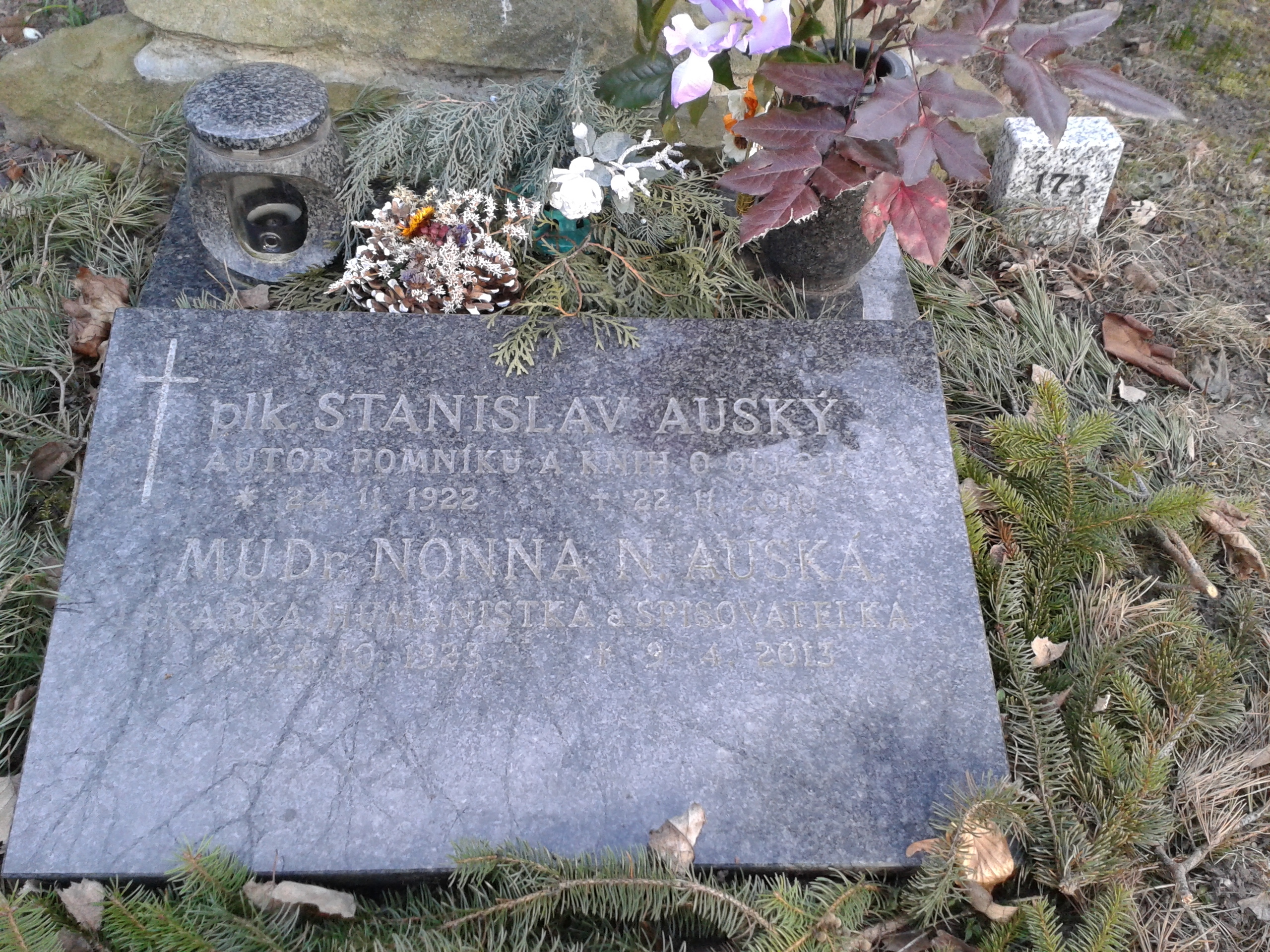
Společný kenotaf pod symbolickým pomníkem u masového hrobu příslušníků ROA na Olšanských hřbitovech v Praze

Nonna N. Auská (23. října 1923 Charkov, Ukrajinská SSR, SSSR – 9. dubna 2013) byla lékařka, humanistka, spisovatelka, autorka vzpomínek a cestopisů.

## Životopis
Nonna Auská se narodila 23. října 1923 v Charkově na Ukrajině. V roce 1953 promovala na lékařské fakultě Karlovy univerzity v Praze. Po skončení studií pracovala jako lékařka - internistka v Kolíně a v Košicích. Dne 21. srpna 1968 (jen několik málo hodin po invazi armád pěti států Varšavské smlouvy do Československa) v době, kdy již bylo obsazeno pražské letiště, se jí podařilo (spolu s manželem Stanislavem Auským) odletět do Ameriky. Tam žila v USA a v Mexiku. Nonna Auská pobývala mnoho let v zahraničí a to nejen v USA, ale i v Itálii. Zážitky z pobytu v těchto zemích promítla do dvou svých knih (viz níže): „Český lékař v Americe“ a „Vzpomínky na Itálii“. Po Sametové revoluci (v listopadu 1989) se vrátila zpět do Československa. Žila v Praze. Zemřela dne 9. dubna 2013. V Praze na Olšanských hřbitovech (2ob, 18, 173) je umístěn žulový kenotaf (v trávě pod symbolickým pomníkem u masového hrobu příslušníků ROA) připomínající její osobu.

## Tvorba
- Auská, Nonna. Český lékař v Americe. 1. vydání Praha: Dita, 1994. 284 stran; ISBN 80-901503-4-9. Poznámka: Vzpomínky české lékařky žijící v emigraci na její působení v amerických nemocnicích.
- Auská, Nonna. Český lékař v Americe. Kniha 2, Nové Mexiko - země okouzlení. Vydání 1. Praha: Dita, 1996. 284 stran; ISBN 80-85926-03-2.
- Auská, Nonna. Český lékař v Americe. Vydání 2. Praha: Dita, 2001. 393 stran; ISBN 80-85926-33-4.
- Auská, Nonna. Vzpomínky na Itálii: (bella Italia). Vydání 1. Praha: Mladá fronta, 2004. 194 stran; Lidé a Země; sv. 10. ISBN 80-204-1149-6.
- Auská, Nonna. Země neandertálců. 1. vydání v Mladé frontě. Praha: Mladá fronta, 2009. 323 stran; ISBN 978-80-204-2027-5.